# Ủy ban Kinh tế và Tài chính của Quốc hội (Việt Nam)
Ủy ban Kinh tế và Tài chính của Quốc hội ở Việt Nam là cơ quan giám sát kinh tế của Quốc hội, đồng thời thảo luận sửa đổi về các bộ Luật, Nghị quyết liên quan đến Kinh tế trước khi dự thảo trình Quốc hội. Đồng thời, giám sát về tình hình thực hiện dự toán ngân sách và một số vấn đề liên quan đến lĩnh vực tài chính – ngân sách của Quốc hội Việt Nam; xem xét việc thực hiện hoạch định tài chính của các địa phương.
Cơ quan này được thành lập trong đợt cải cách hành chính ở Việt Nam 2024–2025 trên cơ sở sáp nhập Ủy ban Kinh tế của Quốc hội và Ủy ban Tài chính – Ngân sách của Quốc hội.

## Danh sách ủy viên

### Khóa XV
- Chủ nhiệm:
  - Phan Văn Mãi, Ủy viên Ban Chấp hành Trung ương Đảng Cộng sản Việt Nam khóa XIII
- Phó Chủ nhiệm thường trực:
  - Lê Quang Mạnh, Ủy viên Ban Chấp hành Trung ương Đảng Cộng sản Việt Nam khóa XIII
- Phó Chủ nhiệm:
  - Nguyễn Minh Sơn
  - Nguyễn Ngọc Bảo
  - Đoàn Thị Thanh Mai
  - Nguyễn Hữu Toàn
  - Nguyễn Vân Chi
  - Vũ Thị Lưu Mai
  - Nguyễn Thị Phú Hà
  - Phạm Thúy Chinh

## Chủ nhiệm ủy ban qua các thời kỳ
| STT | Chủ nhiệm    | Khóa Quốc hội    | Ghi chú           | Nguồn |
| --- | ------------ | ---------------- | ----------------- | ----- |
| 1   | Phan Văn Mãi | Quốc hội khóa XV | chức vụ thành lập | [ 2 ] |